# عبید الماء
عبید المای موجودی خیالی در فرهنگ عامه مردم عرب خوزستان موجودی ترسناک است.
به باور عامه این موجود که از همهٔ جهات شبیه به انسان است یعنی دارای سر و دو دست و دوپا و همچنین زندگی خانوادگی همسر و شوهر که بچه‌هایی نیز برای آن‌ها ذکر شده‌است. عبید المای یعنی بندهٔ آب.
به عقیده مردم این موجود دوزیست است و توانایی زندگی در آب و به صورت محدود در خشکی را دارد. رنگ بدن عبید المای سیاه رنگ و بدنش متشکل از چربی است. ناخنهای بسیار بزرگ و قوی که جهت مبارزه از آنان استفاده می‌کند.
- [۴][۵]